# Andrés Antonio Gorbea
Andrés Antonio de Gorbea y Gancedo (Menagaray, Álava, País Vasco, España, 1792 - Santiago de Chile, Chile, 1852), fue un ingeniero y militar español, fundador y primer decano de la Facultad de Ciencias Físicas y Matemáticas de la Universidad de Chile.
Siendo muy joven se integró al Seminario de Nobles de Vergara, donde se destacó en Ciencias Exactas. Antes de cumplir veinte años ya era profesor suplente del seminario. Al producirse la invasión napoleónica se enlistó en el ejército, donde llegó a ser capitán. Luego de la guerra, se retiró a Toledo, donde se dedicó a la docencia.
Debido a las persecuciones políticas, Gorbea se exilia, primero en París y luego en Londres. Es en esta ciudad donde es contratado por el ministro plenipotenciario de Chile en Gran Bretaña, don Mariano Egaña, para hacer clases en el Instituto Nacional de ese país. Llega a la nación sudamericana en 1826.
En su estadía en el país sudamericano, Gorbea se dedicó a ampliar los estudios e investigaciones en el campo de la ingeniería, contribuyendo, entre otras obras, a la traducción de libros relativos al tema. Este trabajo le significó ser nombrado vicerrector del Instituto Nacional. También fue partícipe de varias obras públicas de importancia, como el camino entre Valparaíso y San Felipe y las defensas del río Mapocho. También hizo clases en la Academia Militar.
En 1843 es nombrado director del recién creado Colegio de Ingenieros Civiles de Chile. También participa en la fundación de la Facultad de Ciencias Matemáticas y Físicas de la recién creada Universidad de Chile. También fue conservador y director del Museo Nacional de Historia Natural.
En su honor, la ciudad de Gorbea en la Región de la Araucanía lleva su nombre.